# 布雷克·斯基勒魯普
布雷克·斯基勒魯普（1985年6月13日—）是一位紐西蘭男子短道競速滑冰選手。代表紐西蘭參加2010年冬季奧林匹克運動會，成績為第16名。

## 運動生涯
他目前正努力的準備參加在俄羅斯索契所舉行的2014年冬季奧林匹克運動會。2013年8月26日，斯基勒魯普在Indiegogo推出群眾募資以募得15000美元為目標，以幫助自己取得2014年冬季奧運會的參賽資格。募捐超過了最初的目標，最終募到29357美元。
斯基勒魯普現在居住和訓練都在加拿大卡加利。

## 個人生活
斯基勒魯普在2010年5月接受澳洲雜誌DNA採訪時出櫃，他說在溫哥華冬運後公開是為了讓大家把焦點放在他的比賽表現上，和避免嚇跑潛在的贊助商。他是少數公開同志身份參加奧運的選手，據報告他的男朋友也是運動員。

## 外部連結
- 官方網站 （页面存档备份，存于）
- Blake Skjellerup的X（前Twitter）